# Polònia
Polònia (katalanska för "Polen"; i titeln stiliserat snarlikt PØLØИIД) är ett populärt katalanskt (spanskt) TV-program. Det sänds med ett avsnitt i veckan sedan februari 2006, på den regionala TV-kanalen TV3. Programmet innehåller främst komik av parodiskt slag kring katalanska dagsaktualiteter, där politiker och andra kända personer imiteras av skådespelare.
Polònia är – tillsammans med systerprogrammet Crackòvia (som ägnat sig åt FC Barcelona och annan katalansk idrott) – ett av Kataloniens mest populära TV-program. Det har ofta haft tittarsiffror på uppemot en miljon (motsvarande 20–30 procents tittarandel). Programmet leds och produceras av Toni Soler, med flera liknande produktioner bakom sig. Polònia vann 2007 det spanska TV-priset Premios Ondas.
Namnet på programmet refererar delvis till det i Spanien vanliga öknamnet polaco. Det betyder bokstavligen polack eller polsk och används i överförd betydelse som skällsord för katalaner eller det katalanska språket.

## Historia

### Namngivning
Olika förslag framkastades inför namngivningen av det nya programmet. Med tanke på inriktningen, var något som relaterade till politik, humor och show heta kandidater. Programproducenten Jordi Rosell föreslog Vietnam, vilket förkastades men väckte idén att använda ett nationsnamn. Någon framkastade Polònia, vilket snabbt antogs.
Namnen på Polònia och dess systerprogram Crackòvia kan även relatera på den ibland ansträngda relationen mellan Katalonien och (övriga) Spanien. Polònia är det katalanska ordet för Polen, och katalaner har i spanska språket ibland kallats för det ringaktande polacos (polacker) baserat på deras vana att sinsemellan tala ett språk som utomstående har svårt att begripa. Benämningen började troligen användas som ett allmänt smeknamn soldater eller kompanier emellan vid Ebrofronten under spanska inbördeskriget; kopplingen tydliggjordes av att Katalonien ockuperades av falangistsoldater i början av 1939 och Polen invaderades av Nazityskland ett halvår senare.
Den "polska" identiteten kan ses utifrån ett antingen tyskt eller ryskt perspektiv, med hänsyftning till nationer som under delar av historien erövrat eller styrt i Polen. I den inledande programvinjetten syns bland annat en animerad paradmarsch av stalinistiskt snitt, medan programavslutningen ackompanjeras av ordet KONIEC (polska för 'slut').
Crackòvia syftar å sin sida på Cracòvia, den katalanska stavningen av Kraków – Polens näst största stad.

### Bakgrund
Polònia utvecklades ur det tidigare radioprogrammet Minoria absoluta ('absolut minoritet'), vilket sändes på den katalanska radiostationen RAC 1 från 2000 till 2009. Åren 2004–05 sändes en TV-version av programmet på den regionala TV-kanalen 8TV, och senare under 2005 sändes den även på spanska rikskanalen Antena 3. Därefter rekryterade katalanska TV3 programmets Toni Soler till att skapa ett nytt program liknande Antena 3-varianten av Minoria absoluta men baserad i en katalansk miljö. Soler hämtade inspiration till programformatet från andra satiriska program som franska Les Guignols och brittiska Spitting Image (båda två med handdockor), men han har också nämnt Monty Pythons flygande cirkus.

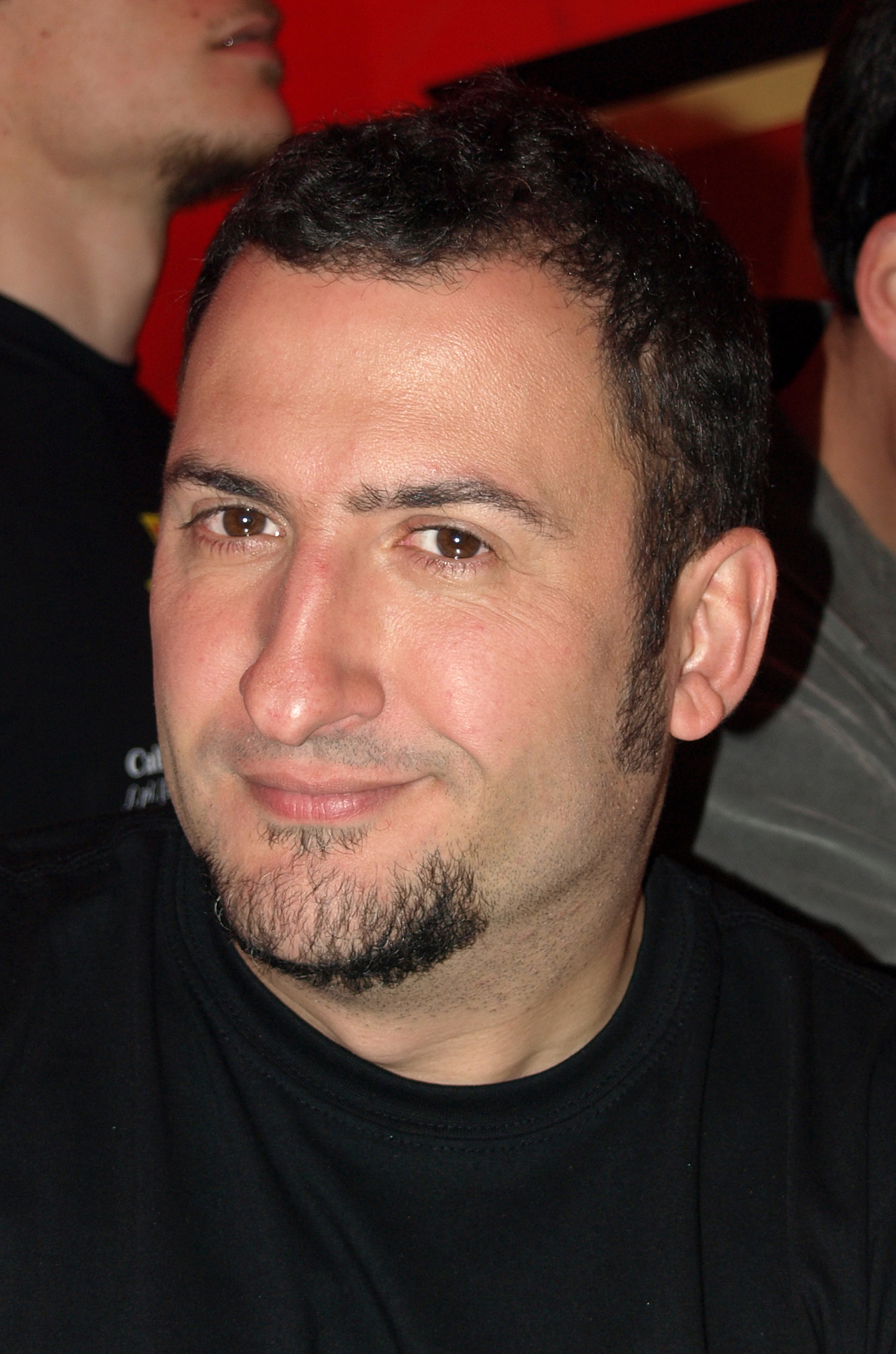
Toni Soler, som producerar både Polònia och systerprogrammet Crackòvia.

Första avsnittet av det nya programmet – Polònia – visades 16 februari 2006, och det kom snart att bli ett av TV3:s mest populära program. Fram till och med våren 2018 har totalt 13 säsonger visats. När föregångaren, radioprogrammet Minoria absoluta, lades ner 2009, gav det sitt namn till produktionsbolaget (som dittills burit namnet CanCuca).

### Tidiga år
Polònia var redan från start ett av TV3:s populäraste program. Den posititionen har man under årens lopp lyckats behålla, hjälpt av den under 2010-talet allt mer dramatiska händelseutvecklingen inom den katalanska politiken. 2007 började interaktivt innehåll presenteras via programmets officiella sajt på tv3.cat, och programmet spreds tidigt även via YouTube, DVD-samlingar och relaterade bokutgåvor.
| Ferran Adrià, imiterad av Cesc Casanovas (till höger i bild). |  | Ferran Adrià, imiterad av Cesc Casanovas (till höger i bild). |
| Ferran Adrià, imiterad av Cesc Casanovas (till höger i bild). |  |                                                               |

Under de första säsongerna gavs innehåll vid sidan av den katalanska partipolitiken stort utrymme. Återkommande inslag från 2006–07 inkluderade kock-TV-inslag med "Ferran Adrià" ("den bäste kocken i världen"), Francisco Franco-monologer (utifrån en i Spanien känd ryttarstaty med honom) och scener i studiokorridorer där imiterade politiker och mediapersonligheter fått möta sina imitatörer. Ofta var det Toni Soler som, i rollen som programmets producent, konfronterades med olika överraskande situationer.
Även rent generellt har Polònia genom åren presenterat en stor mängd scener där man medvetet brutit den fjärde väggen och blandat fiktion med rent metaberättande. Under 2006 innehöll i princip varje program en scen där en imiterad person dök upp i någon scen. Polònias popularitet bland TV-tittarna har bidragit till att man regelbundet kunna locka de imiterade att ställa upp i rollen som sig själva i programmet. När staden Barcelona 2006 fick ny borgmästare, producerades en scen i programmet där den nyvalde Jordi Hereu fick "provtala" för att Polònia-ensemblen skulle kunna hitta lämpliga egenheter att parodiera.
Polònia lanserade 2006 sin egen version av TV3:s nyhetsprogram Telenotícies, under namnet Polonews. Den faste nyhetspresentatören i början var "Mateu Prados", ett lätt genomskådat kodnamn för Antena 3-presentatören Matías Prats. Prados framställdes (av Bruno Oro) som en behärskad presentatör med sinne för dräpande slutkommentarer. Han presenterades också som en som var bättre på spanska än på katalanska, ett öde som även drabbade den under 2006 nyvalde regionpresidenten José Montilla.
Programmets "korridorscener" mellan sketcherna kan ibland leda in i nästa sketch. Ett sådant exempel var när Queco Novell i sin roll som nyligen Pasqual Maragall i ena stunden syntes som extraknäckande TV3-personal och i den andra tog av sig mustaschen för att gå in i rollen som Maragalls bror Ernest Maragall. Pasqual var då en nyligen pensionerad regionpresident, medan Ernest var tillträdande utbildningsregionråd i José Montillas nytillsatta regionministär. Den mustaschlöse Maragall fick inför producent Soler lova att inte ägna sig åt maragallades – spontana och ibland opassande uttalanden som politikern Pasqual Maragall då var känd för. Maragall kvarstod som fast figur i Polònia under lång tid efter sin pensionering i verkligheten; förutom som extraknäckande TV3-personal fortsatte han att ge kommenterande epiloger, ofta från sitt eget sovrum.

### Polònia och Crackòvia
Framgången med Polònia ledde 2008 till skapandet av det liknande satirprogrammet Crackòvia. Det innehåller i likhet med Polònia satiriska sketcher av dagsaktuell karaktär, men Crackòvia (vars namn är identiskt med den katalanska stavningen av den polska staden Kraków och stavningen med crack ska syfta på "de bästas stad") håller sig till idrottsvärlden. Särskilt kretsar humorn kring FC Barcelona och dess rivalitet med Real Madrid. Medan Polònia sänds på torsdagskvällar, är måndag kväll (när helgens La Liga-omgång är över) Crackòvia-kväll. Programmet startades efter ett antal specialavsnitt av Polònia under titeln Barçòvia sedan hösten 2006.
Både Polònia och Crackòvia produceras av den katalanske TV-journalisten och producenten Toni Soler, och vissa av imitatörerna uppträder i båda programmen. Soler dyker dessutom själv upp i vissa sketcher, främst i rollen som sammanhållande programskapare och kommentator när en rollfigur överskrider någon sorts gräns. Även i övrigt leks ibland med den fjärde väggen, och i många korridorscener syns tydligt övriga delar av inspelningsstudion. Medan eftertexterna rullar visas underhållande sekvenser ur misslyckade tagningar ("bloopers").

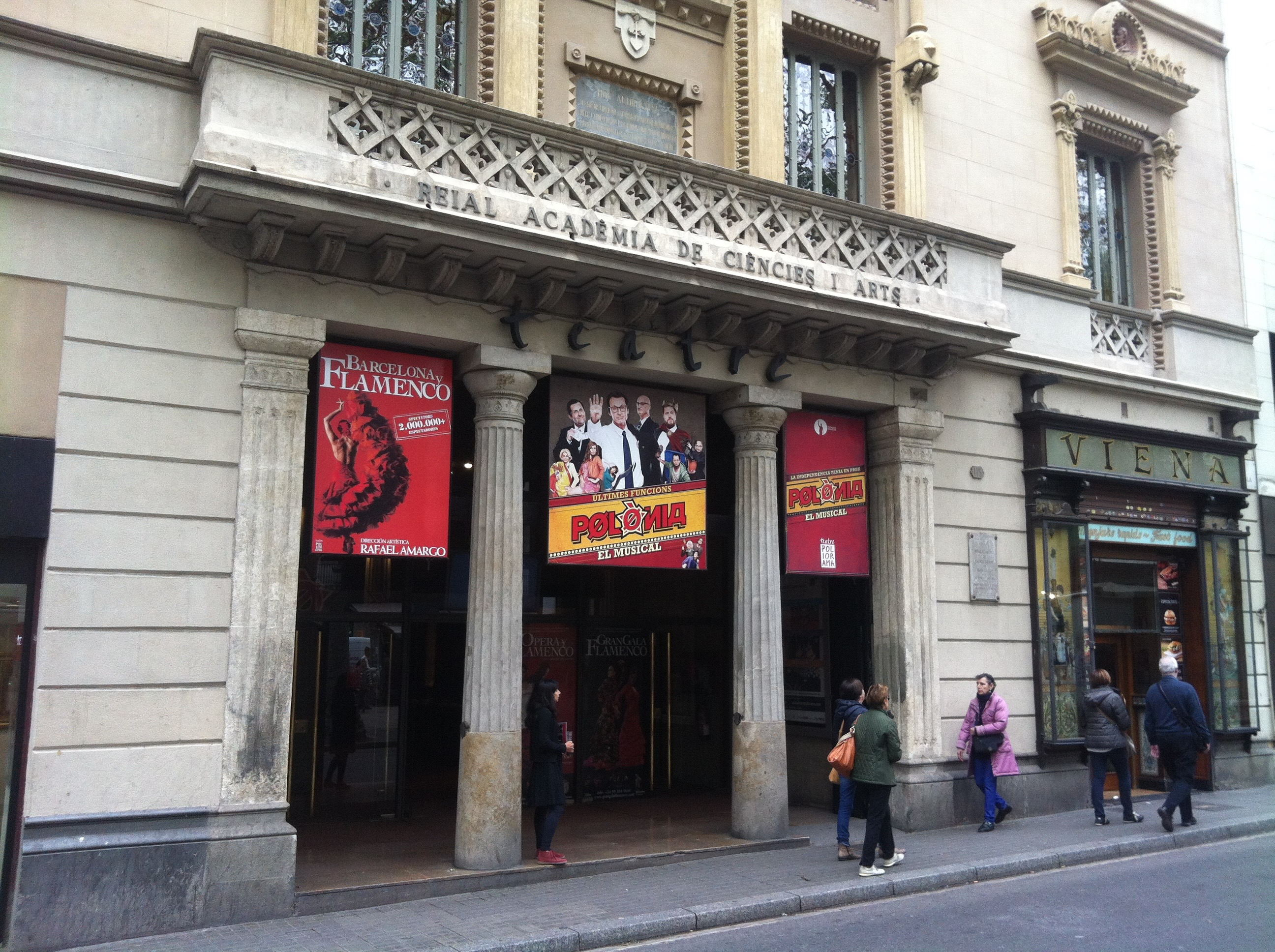
2014 sattes Polònia upp som teatermusikal.

Bägge programmen har nått stora tittarskaror, och Crackòvia når i likhet med Telenotícies i regel mellan 20 och 30 procents tittarandel (i Katalonien). Populariteten för det programmet varierar också ofta med FC Barcelonas framgångar. Det allmänpolitiska Polònia har ofta cirka 5 procentandelar färre tittare. Den alltmer uppmärksammade politiska utvecklingen i Katalonien sedan 2012 (se katalanism) har dock inneburit ökade tittarsiffror för Polònia, samtidigt som Crackòvia i motsvarande grad tappat tittare; produktionen av Crackòvia ligger sedan sommaren 2017 på is.

### Musikal 2014, 10-årsjubileum 2016
2014 blev Polònia föremål för en musikalversion. Ett antal av programmets skådespelare repriserade sina mer kända imitationer i uppsättningen, som gick under delar av 2014 och 2015 på Teatre Poliorama i Barcelona.
I samband med Polònias tioårsjubileum i februari 2016 gjordes olika tillbakablickar och sammanställningar av programmets historia. Under de tio åren har Polònia presenterat (minst):
- 228 timmars produktion
- 4 950 sketcher
- 550 rollfigurer (imiterade personer)
- 58 skådespelare
- 180 musikaliska nummer
- 136 framträdanden av de imiterade personerna själva (ofta i form av cameo)

### "Els 4 del Rushmore Català"

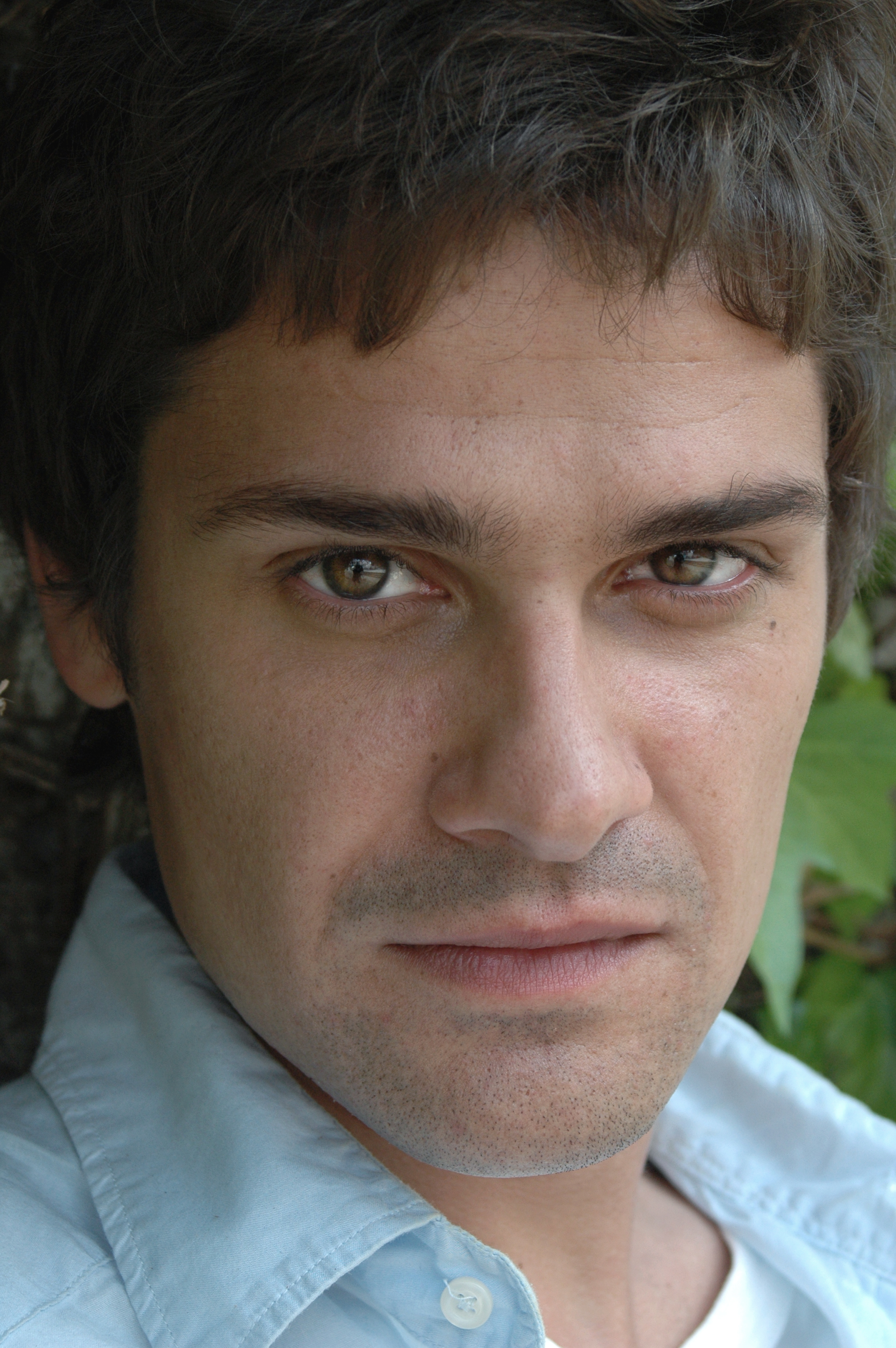
Marc Rodríguez (född 1975) spelade alla 15 kandidaterna till "Rushmore Català".

Under vintern och våren 2017 sändes i programmet det fasta inslaget "Els 4 del Rushmore Català". Där presenterades 14 olika personligheter ur Kataloniens historia. Dessa 11 män och 3 kvinnor (alla spelade av Marc Rodríguez) sträckte sig från den medeltida regenten Ermessenda av Carcassonne och Christofer Columbus till moderna namn som Salvador Dalí och Pau Casals.
De 14 namnen fungerade som kandidater till att utse en katalansk motsvarighet till de fyra presidentbysterna på Mount Rushmore. Antalet fyra underströks i programmet grafiskt med fyra röda ränder och den randiga katalanska flaggan. I inledningen till inslaget syntes även Montserrat, ett berömt katalanskt berg där dessa fiktiva byster skulle huggas ut.
1. Mercè Rodoreda (författare)
2. Salvador Dalí (bildkonstnär)
3. Pau Casals (cellist)
4. Pompeu Fabra (lingvist)
5. Josep Pla (författare)
6. Ermessenda av Carcassonne (ca 975–1058)
7. Xavier Cugat ("Rumbakungen")
8. Margarida Xirgu (skådespelare)[e]
9. Christofer Columbus (enligt vissa av katalansk börd)
10. Antoni Gaudí (arkitekt)
11. Joan Gamper (fotbollsledare)
12. Josep Tarradellas (regionpresident i exil)
13. Trumslagaren från El Bruc (legendarisk gestalt från Spanska självständighetskriget)
14. Serrallonga (legendarisk stråtrövare)

Den 22 juni presenterades resultatet av en omröstning via Twitter bland programmets tittare. De fyra utvalda "bysterna på Montserrat" fick slutligen ansiktena hos Antoni Gaudí, trumslagaren från slaget vid Bruc, Mercè Rodoreda och Ermessenda av Carcassonne. Dessutom utsågs Antoni Gaudí som den med flest röster.

### Hösten 2017
Polònia har som en av TV3:s mest populära program en väl synlig profil. Hösten 2017 ägnade man stor uppmärksamhet åt konfrontationen med Spanien, folkomröstningen och följderna av Spaniens indragande av regionens självstyre. Programmet har genom sin satir kunnat gå längre i sin politiska kritik än många andra.
26 oktober-avsnittet visades dagen innan Republiken Katalonien utropades och regionen Kataloniens autonomi drogs in. Den dagen lockade TV3:s nyhetsprogram en uppemot 30-procentig tittarandel, och Polònia sågs av 952 000 tittare (den bästa tittarsiffran sedan 2010). Bilder spreds i massmedierna på programmets skådespelare som – färdigutklädda – följde den dramatiska händelseutvecklingen via redaktionens TV-skärmar.
Tidigare under hösten lanserades Josep Lluís Trapero i programmet. I Pep Plazas tolkning blev den uppmärksammade Mossos d'Esquadra-majoren (se Attentaten i Katalonien 2017) en avgudad sexsymbol med pondus. Figuren fick dock en kort karriär i programmet, eftersom verklighetens Trapero senare under hösten avskedades av Spaniens regering för sin ovilja att stoppa den av Spanien olagligförklarade folkomröstningen.
Avsnittet för den 2 november spelades in men sändes aldrig. Denna torsdag fängslades de medlemmar av den då avsatta regionregeringen som inte gått i landsflykt. Det osända programmet innehöll dagsaktuella satiriska sketcher omkring händelseutvecklingen, sketcher som inte kunde sändas.
Avsnitt nummer 458 av Polònia sändes 30 november 2017. För att uppmärksamma Internationella dagen mot våld mot kvinnor (25 november) innehåll alla avsnittets sketcher uteslutande kvinnliga skådespelare. Bland de flitigast återkommande imitatörerna fanns Agnès Busquets, Lara Díez, Judit Martín och Mireia Portas, och ämnena som togs upp inkluderade Ciudadanos-ledaren Inés Arrimadas anmälan mot TV3 för indoktrinerande språkbruk, problemen att hitta en väg ut ur den katalanska självständighetsprocessen och ett besök hos veterinären för att undersöka PDeCAT:s (här personifierad som Pdegat – 'Pdekatten') hälsa. Avsnitten blev dagens mest sedda TV-program i Katalonien, med 25,4 procents tittarandel.

### 2018 och 2019
Under 2018 följde programmet sin vana trogen den politiska utvecklingen i och runt Katalonien på nära håll. På grund av det stora antalet fängslade katalanska politiker (och namnförändringana i regionstyret) dök ett antal nya ansikten under 2018. Den nye regionpresidenten Quim Torra har porträtterats av Ivan Labanda.
De båda första sändningarna efter juluppehållet 2018/2019 skedde för ovanlighetens skull på fredagar. Detta berodde de båda Copa del Rey-mötena mellan FC Barcelona och Levante UD, vilka sändes i TV3 dessa båda torsdagar.
Fredagen den 18 januari 2019 sändes det 500:e avsnittet av Polònia sedan starten 2006. En jubileumssketch presenterade – till tonerna av en katalanskspråkig pastisch på Billy Joels "We Didn't Start the Fire" – de fem katalanska regionpresidenterna under programmets historia; José Montilla syntes dock som en pappfigur, eftersom "hans" imitatör Sergi Mas inte längre arbetade för TV3.
I början av 2019 lämnade Toni Albà produktionen, efter en kontrovers runt Twitter-meddelanden av honom mot partiledaren Inés Arrimadas. Efter ett års frånvaro återkom han dock till programmet och imitationerna av både före detta kung Juan Carlos och då avgående regionrådet Alfred Bosch. Albà har även blivit känd som imitatör av Donald Trump.

### 2020, sändningsförhinder
Under höst- och våräsongerna produceras och sänds Polònia med få undantag varje torsdag. I samband med en katalansk inofficiell generalstrejk dagarna efter domslutet mot fängslade katalanska politiker i oktober 2019, ställde programmet in sändningen; torsdagen därpå var veckans avsnitt å andra sidan dubbelt så långt.
Avsnittet den 19 mars 2020 producerades till stor del via heminspelningar och videokonferensteknik, hemifrån de olika skådespelarna. Dessa framträdde där osminkade i sina paradroller, i "prator" som kombinerades med relaterade äldre inslag. Orsaken var den pågående coronaviruspandemin, som i Spanien lett till undantagstillstånd och allmänt utegångsförbud.
Säsongen 2020/20201 startade planenligt i mitten av september, trots tidigare besked om en senareläggning till november. Orsaken skulle ha varit den ansträngda ekonomin för sändningsbolaget CCMA. Hösten 2020 innebar dock två avbräck för programmet, i och med att två mångåriga medarbetare under oktober lämnade produktionen. Den ene var Ivan Labanda, som sedan 2013 imiterat 65 olika personer, inklusive Quim Torra, ERC-politikern Gabriel Rufián, PSC-ledaren Miquel Iceta och ERC-ledaren Oriol Junqueras. Den andre var Cesc Casanovas, känd bland annat för tolkningar av Pere Aragonès (vice regionpresident i Katalonien), den hetlevrade ERC-politikern Joan Tardà och journalisten och mediepersonligheten Pilar Rahola.

## Innehåll

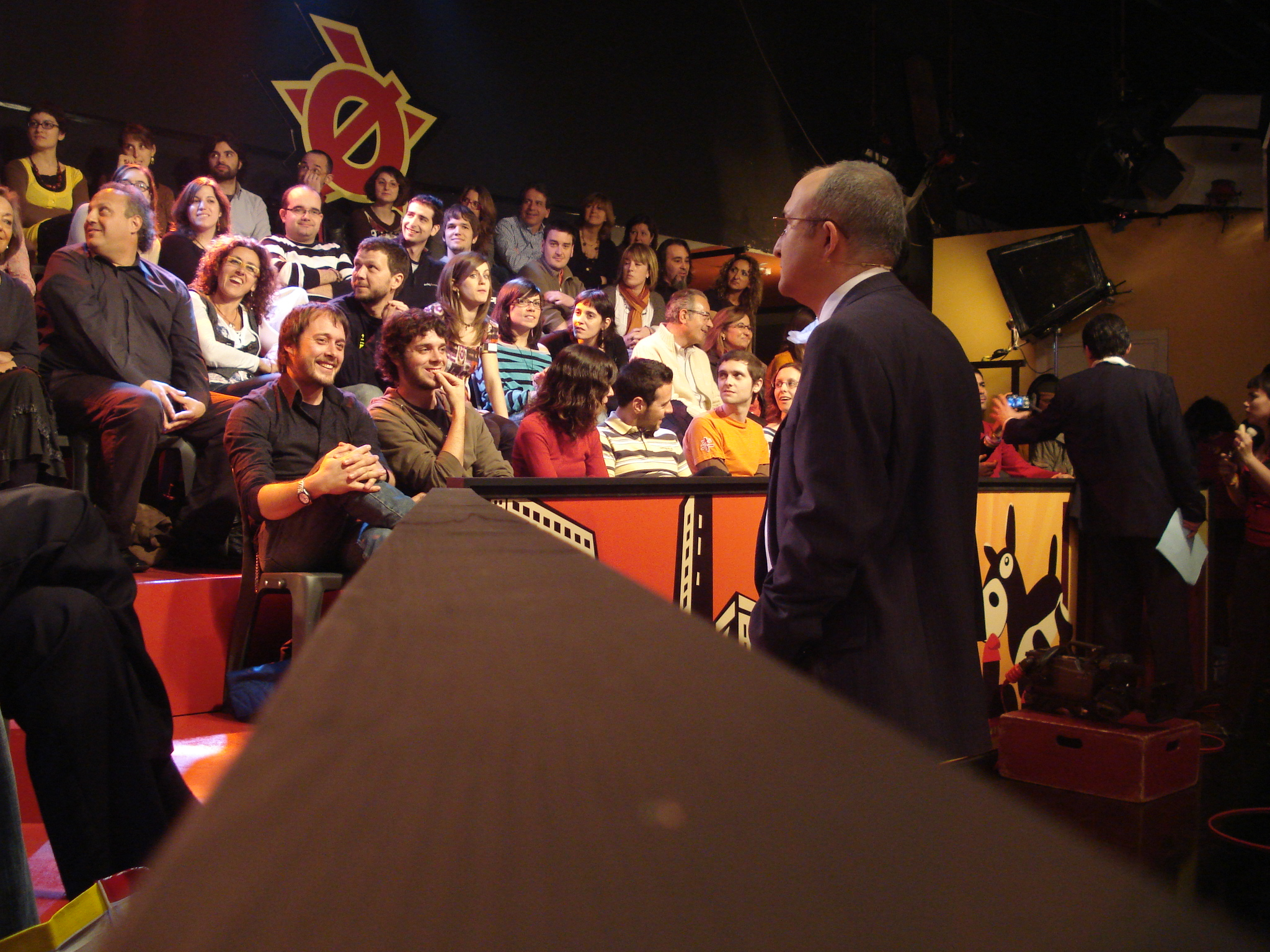
Foto från inspelningen av en "valspecial" i mars 2008, inför studiopublik. Närmast syns Sergi Mas i rollen som José Montilla, den dåvarande regionpresidenten.

Huvuddelen av ett Polònia-avsnitt består av sketcher med imitationer av kända personer. Oftast rör det sig kring den spanska eller katalanska politiken, men även musikartister, TV-personligheter och andra i Katalonien kända ansikten passerar revy. Under flera års tid var TV3:s väderleksprognoser ett stående inslag, med imitation av den då vanligaste väderpresentatören Tomàs Molina (imitatör: David Olivares). Molinas vana att inleda och avsluta presentationen med uttrycket Molt bona nit! ('Mycket god afton!') varierades på olika sätt, liksom bland annat driften med TV3:s vana att helt ignorera vädret i Spanien utanför den katalanskspråkiga regionen.
2010-talets politiska utveckling i Katalonien och den trassliga relationen mellan Katalonien och den spanska centralregeringen är stående tema hos Polònia. Där presenteras ofta Artur Mas (i imitation av skådespelaren Bruno Oro 2006–16) och Mariano Rajoy (imiterad av Queco Novell) som välmenande men tanklösa och fåfänga (Mas) respektive översittaraktiga och förvirrade (Rajoy).
Rajoy och andra spanska politiker och personligheter presenteras i programmet med spanskt tal och övriga i katalanskt tal. I dialogerna växlas flitigt mellan de båda språken. Även italienskt  tal  (eller tal på italienskinfluerad katalanska eller spanska) förekommer i programmet, främst i sketcher med påven. På TV sänds programmet otextat, men webbsändningar lokalt eller på CCMA.cat har kompletterande undertextning på samma språk som talet.
När Katalonien i januari 2016 fick en ny regionpresident syntes det omgående i programmet. Den nye regionpresidenten, staden Gironas dittillsvarande borgmästare Carles Puigdemont, var ett nytt ansikte för de flesta TV-tittarna, men i Polònia profilerades han mycket snart som en bohemisk – men klipsk — gestalt. Sedan avsnitt 22 (det första i säsong 2) har nästan varje Polònia-avsnitt avrundats genom att "regionpresidenten" hållit en liten monolog. Med Puigdemont kompletterades den stående avslutningsfrasen Visca Catalunya ('Leve Katalonien') med però Girona més ('men ännu mer Girona'). Som en direkt pendang följde under vårsäsongen 2016 några sekunder från "gubbhyllan" à la Mupparna, där före detta toppolitikerna Artur Mas och Josep Antoni Duran (avgången ledare för Unió Democràtica de Catalunya) i imiterat skick levererar några beska kommentarer över tidernas förfall.
Polònia använder sig, i likhet med många andra humorprogram, av burkade skratt som ger simulerade publikreaktioner till de olika sketchinslagen. Man har sedan starten 2006/2007 tonat ner volymen på dessa förinspelade "publikreaktioner", allteftersom programmet fått en allt fastare plats i TV3:s programutbud.

### Musikalinslag och grafik
Vid sidan av de rena TV-sketcherna, kompletteras programmen med musikalinslag, där samtidsparodierna framförs till tonerna av någon känd poplåt eller melodi. Ett par exempel på melodier: "Girls Just Wanna Have Fun" (2015 som kampanjsång för Partido Popular, mars 2016 med Ada Colau och Manuela Carmena i titelrollerna) och "Another One Bites the Dust" (mars 2016 med Mariano Rajoy som "Another One").
Dessutom presenteras ofta grafiska redogörelser av komplicerade nutidsskeenden, vilka framställs som parodier på motsvarande TV-grafik i faktiska nyhetsprogram. Beroende på kvaliteten på manusmaterialet till programmet, kan de här grafiska redogörelserna ge tydliga vinkar om problematiken i ämnet. 4 februari 2016 presenterades "La lògica dels pactes" ('Pakternas logik'), där problemen med att bilda ny spansk regering jämfördes med det klassiska matematikproblemet att transportera X antal personer över en å och där vissa personer inte får plats samtidigt i båten.

### Förtext och pendang
Ett 30-minuters programavsnitt inleds i regel med en drygt 1 ½ minut lång videoresumé av föregående avsnitt (betitlad "En el capítol anterior", 'I föregående avsnitt'), det hela markerat som en resumé genom en omgivande bildram. Därefter följer en 15 sekunder lång animerad förtext, med i tur och ordning följande ingredienser:
- En vägtull med sex öppningar och överbyggnaden med sju Ø-symboler. Den tredje öppningen från höger öppnas, och tittaren inträder därefter i landet Polònia. En sol bakom horisonten strålar i svart och rött (både förtextanimation och programtitel är främst färglagda i rött och svart).
- En stadssiluett med generiska höghus, utom ett som mest liknar Transamerica-pyramiden. I skyn syns flygplan.
- En parad längs med en stadsgata. De paraderande har barretina-mössor (en katalansk nationalsymbol[57]) på huvudena. Från en enorm TV-skärm på en husväg tittar två lokala potentater (2016 Carles Puigdemont och Oriol Junqueras) ner på det hela.
- Kameran tittar upp mot himlen, där än fler figurer från programmet/landet syns på stora affischer hängande inunder rödfärgade varmluftsballonger (alternativt släpande efter luftskepp).
- Ett antal fyrmotoriga propellerbombplan flyger in och släpper tomater över staden.
- Paraden syns bakifrån. Ovanför paraden svävar en svartvit åsna, hållen av deltagare i paraden i åtta fånglinor. Ø-symbolen syns på toppen av ett höghus.
- Därefter bleknar föregående bild. PØLØИIД-logotypen tonar fram, med en röd/orange-strålande himmel som enda bakgrund.

Förtextanimationen påminner till ett antal delar om inslag från Sovjetunionen under Josef Stalin. Det inkluderar militärparaden med dess bombplan (även om det här handlar om att bomba med satirens vapen – se även Tomatina), gigantiska personporträtt och den röda stjärnan. Personkulten under stalinismen påminns om via ballongerna och deras affischer; motsvarande scen (med en ballong och en stor Stalinaffisch) finns i slutet av 1994 års Brända av solen (som har stalinismen som centralt tema). Även den filmens sol antyds via animationens ständiga strålglans.
Den svävande ballongåsnan påminner om katalansk åsna (Equus asinus var. catalana). Denna ras av tamåsna har använts som symbol för katalansk nationalism, och ställs ofta emot den spanska tjuren.
Förtextanimationen har en pendang senare i programmet. Som en del av en kort reklampaus nära programslutet (före den avslutande presidentmonologen), presenteras en 5–6 sekunder lång animation i samma stil. Stadssiluetten från förtexten formas här av upprättstående läppstift och pakettravar, med flygande paraplyer (som släpper ner röda damhattar av pillerburk-stil) mot en bakgrund av randigt och reliefmönstrat presentpapper. Därefter syns en parad av unga män och kvinnor. Det hela avslutas med ett sponsormeddelande från det barcelonska varuhuset L'Illa Diagonal med den enkla texten "L'Illa – al centre de Polònia" ('L'Illa – i centrum av Polònia') och där varuhusbyggnaden tornar upp sig bakom de paraderande.
En tidigare version av för/eftertextanimationen innehöll vagnar med uppåtriktade cavaflaskor, där motsvarande vagnar i Stalins förstamajparad skulle haft vagnar med raketbatterier. Cava är en av Kataloniens mer kända exportprodukter. Flaskorna kan avlossa korkar, och en sådan förvandlas i förtexten till mittbokstaven i programmets logotyp.

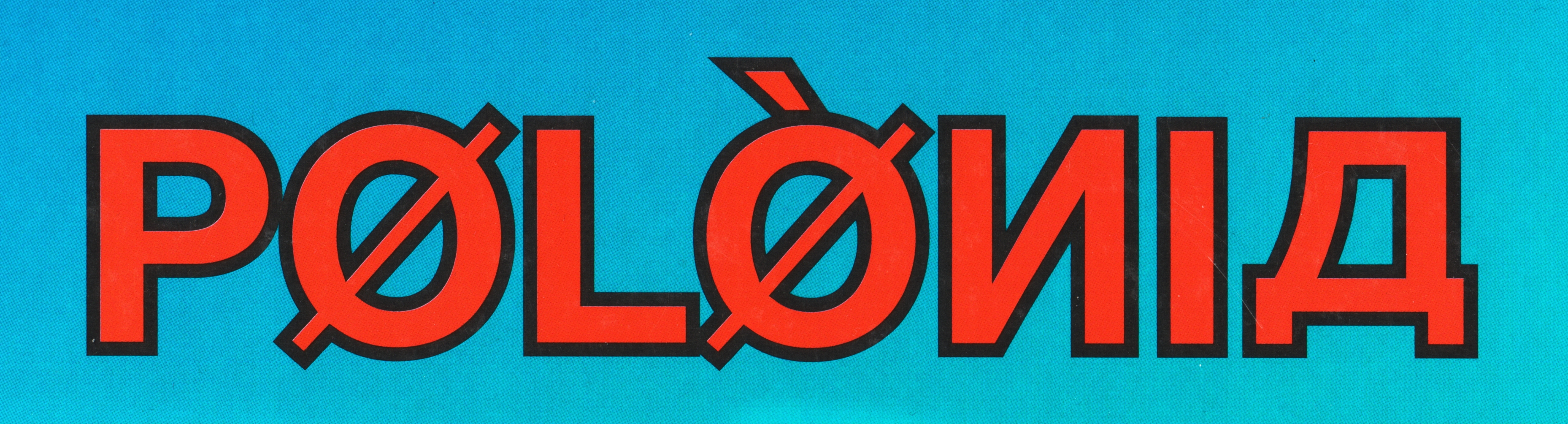
Utformningen av programtiteln innehåller både dansk-norska, ryska och revolutionära inslag.

### Övriga fasta inslag
TV-seriens programtitel/logotyp är skriven i röda versaler och med flera av bokstäverna utbytta mot snarlika andra bokstäver eller tecken. De båda O:n har ersatts av Ø (från det dansknorska alfabetet), N:et av И (känt från det ryska alfabetet). Det avslutande A:et har bytts ut mot Д, vanligt i olika varianter av det kyrilliska alfabetet; bokstaven är dock inordnad i titeln som ett A och inte hängande under baslinjen som ett kyrilliskt Д. Accenten över det andra Ø:et är kvar från det egentliga namnet (det markerar namnets betoning och samhörighet med katalanskans namn för Polen). Dessutom omges detta Ø av en femuddig röd stjärna med extra ram i vitt och ytterst i svart. Den extra inramningen omger accenten och de utstickande delarna av bokstaven. Det gravt accentuerade Ø:et (ett tecken som inte ingår i Unicode) med den omgivande stjärnan används också som en enkel symbol för och i programmet. Symbolen syns bland annat i olika sorts grafik och på mikrofoner, där programmets rollfigurer intervjuas; i det här sammanhanget motsvarar Ø-logotypen den för katalanska TV3.
Varje avsnitt avslutas av en cirka 1 minut och 50 sekunder lång eftertext. Starten på eftertexten markeras av inramande grafikinslag från TV-seriens logotyp samt produktionstexterna i underkant. Under tiden dessa rullar, visas ett antal underhållande feltagningar ("bloopers") från inspelningen av avsnittet.
Runt mitten av varje avsnitt (i samband med en reklampaus) visas ett flera minuter långt utdrag från ett programavsnitt ett år tillbaka i tiden. Videoutdragen presenteras som tidningsartiklar omgivna av en tidningssida med texten "Avui fa un any" ('Idag för ett år sedan') i sidtiteln.
| Juan Carlos, imiterad av Toni Albà. |  | Juan Carlos, imiterad av Toni Albà. |
| Juan Carlos, imiterad av Toni Albà. |  |                                     |

| Tomàs Molina, imiterad av David Olivares. |  | Tomàs Molina, imiterad av David Olivares. |
| Tomàs Molina, imiterad av David Olivares. |  |                                           |

| Soraya Sáenz de Santamaría, imiterad av Agnès Busquets. |  | Soraya Sáenz de Santamaría, imiterad av Agnès Busquets. |
| Soraya Sáenz de Santamaría, imiterad av Agnès Busquets. |  |                                                         |

| Carles Puigdemont, imiterad av Queco Novell. |  | Carles Puigdemont, imiterad av Queco Novell. |
| Carles Puigdemont, imiterad av Queco Novell. |  |                                              |

### Återkommande imitationer
- partiledaren Inés Arrimadas och politikern Anna Gabriel (imiterade av Lara Díez)
- Antonio Baños (CUP) och TV3:s Tomàs Molina (David Olivares)
- Rita Barberá,[61] Pilar Rahola och Joan Tardà (Cesc Casanovas)
- Ada Colau och Soraya Sáenz de Santamaría (Agnès Busquets)
- talmannen Carme Forcadell och Sofia av Grekland (Mireia Portas)
- Miquel Iceta (PSC), Gabriel Rufian och Oriol Junqueras (ERC)[61] (Ivan Labanda)
- Juan Carlos (Toni Albà)
- Artur Mas (Bruno Oro, från 2016 David Marcé)
- Carles Puigdemont och Mariano Rajoy (Queco Novell)

Under Artur Mas tid som regionpresident 2011–2015 förekom ofta inslag med den kvinnliga trion "Les Catalines". Trion fungerade som en stödtrupp till Mas, i dennes olika aktioner för att leda Katalonien närmare självständighet. "Les Catalines" ('Catalinorna') var imitationer av de dåvarande ledarna för tre olika katalanska (aktivist)organisationer: Carme Forcadell (ledare för ANC 2011–14, spelad av Mireia Portas), Muriel Casals (ledare för Òmnium Cultural 2010–15, spelad av Anna Bertran) samt Josep Maria Vila d'Abadal (ledare för AMI 2011–15, spelad av David Marcé). En av de tre är i verkligheten man, men i TV-serien är alla tre iklädda kvinnokläder.

### Imiterade deltagare
De imiterade personerna har vid ett flertal (över 100) tillfällen själva deltagit med kortare eller längre inhopp i Polònia. I det återkommande inslaget "Som una clonació" ('Vi är en kloning') får både imitatör och imiterade, sida vid sida, svara på samma frågor i olika ämnen. I juli 2006 deltog den blivande regionpresidenten José Montilla, medan senare kloningspresentationer inkluderat TV-meteorologen Tomàs Molina och partiledaren (för vänsterradikala CUP) David Fernàndez. I ett inslag 5 juli 2012 figurerade både ERC:s mångårige deputerade Joan Tardà och hans imitatör Cesc Casanovas.
Åtminstone under den första säsongen (våren 2006) var det mer regel än undantag att aktuella politiker och mediepersonligheter dök upp i vimlet i samband med bytena mellan olika programinslag. De första säsongerna porträtterades korridorsamtal – som simulerade riktiga situationer efter en avslutad tagning av en sketch – med Toni Soler, inblandade skådespelare och mycket ofta kända ansikten från det politiska livet. Vissa sketcher kompletterades av att den imiterade plötsligt dök upp i eller i anslutning till sketchen om honom själv. Sketch- eller korridorexempel från 2006 inkluderar dåvarande borgmästaren i Barcelona Joan Clos (med hans imitatör Queco Novell), dåvarande vice regionpresidenten Josep-Lluís Carod-Rovira (och hans imitatör Xavier Noms) samt blivande regionpresidenten José Montilla (och hans imitatör Sergi Mas).
I jubileumsprogrammet "Desmuntant Polònia" ('avklädning av Polònia') våren 2010 deltog ett halvdussin katalanska partiledare och språkrör (samt Podemos Pablo Iglesias) med egna komediinslag, lätt förklädda som regelrätta intervjuer. I flera av inslagen interagerade politikerna med sina imitatörer i TV-serien.
Ett tiotal TV-journalister och politiker medverkade i de två specialprogram som sändes sommaren 2017, under samlingsrubriken "Imitats i imitadors" ('imiterade och imitatörer'). De fick kommentera ett antal relaterade sketcher och passade på att bidra med några tillrättalägganden om vad deras framtoning egentligen är eller vad deras politik syftar till. Intervjuinslagen avslutades generellt med att den intervjuade använde en knorr från imitatören i Pólonia, vilket kan ses som ett bevis för programmets starka ställning som ett av regiontelevisionens mest uppmärksammade program.

## Produktion

### Säsonger
Programmet sänds med nya avsnitt en gång i veckan från september till juni/juli, med undantag för några veckors uppehåll runt nyår. Dessutom sänds programmet – vars innehåll i stor utsträckning driver med katalanska och spanska politiker – i regel inte sista veckan före ett spanskt eller katalanskt allmänt val. Mellan säsongerna fylls vissa veckor ut av specialprogram, ofta baserade på urvalt material från den sistlidna säsongen. Till och med våren 2016 har Polònia sänts i elva säsonger, med i snitt knappt 40 avsnitt per säsong.
De två första säsongerna har samlats och återutgivits på DVD. På senare år har TV3 publicerat programmen i sin helhet via sin officiella kanal på YouTube. Dessutom kan avsnitt från och med juni 2009 och senare även strömmas från CCMA:s webbplats.

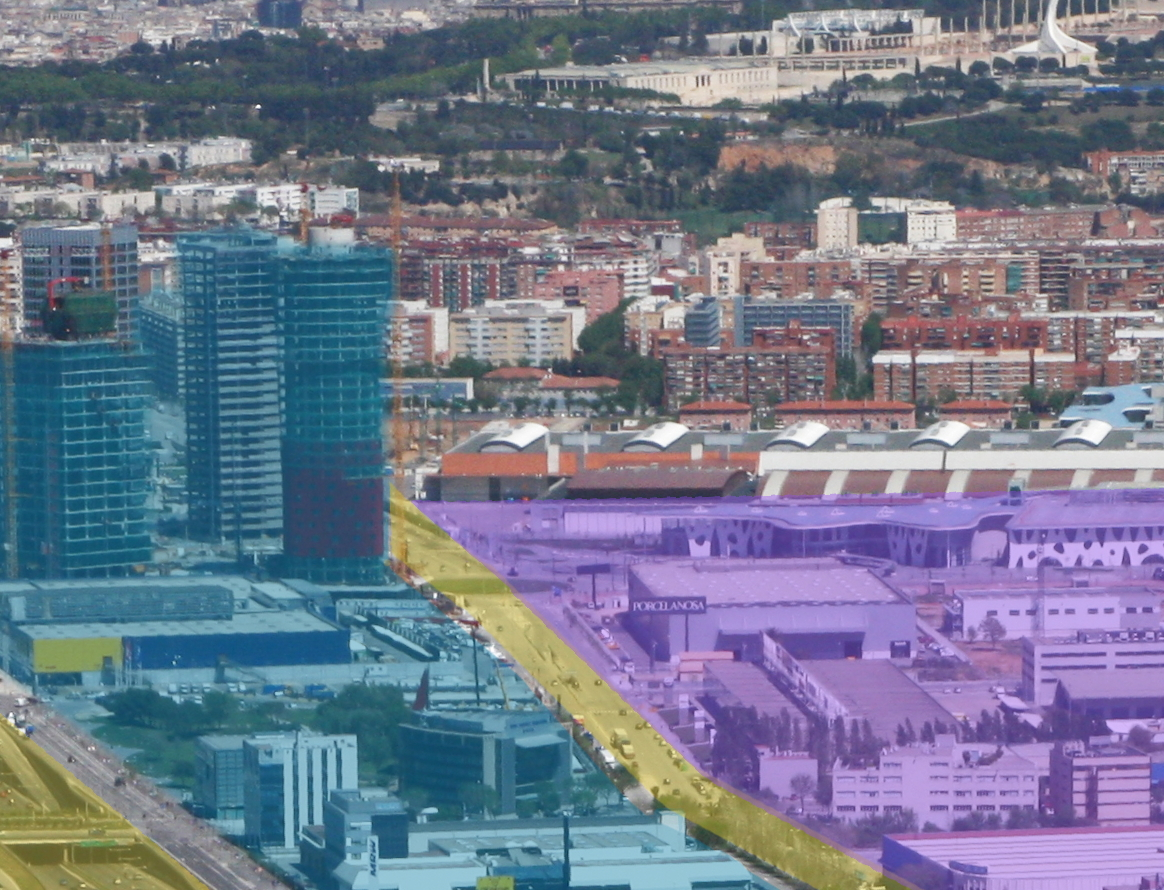
Parken utanför inspelningsstudion nära nedre bildkant används vid olika parkscener i Polònia. Uppe till höger i bild syns delar av Montjuïc.

| Säsong      | Avsnitt (datum)                       | Tittarandel        | Antal tittare | Noter |
| ----------- | ------------------------------------- | ------------------ | ------------- | --- |
| 1. 2006     | #1–21 (16 feb.–[5 juli])              | 25,5 %             | 728 000       | |
| 2. 2006–07  | #22–60                                | 30,6 %             | 977 000       | Rekordsiffran från november 2007 löd på 32,3 procent och 1,1 miljoner tittare.                             |
| 3. 2007–08  |                                       |                    |               | |
| 4. 2008–09  | (–16 juli)                            |                    |               | |
| 5. 2009–10  | (17 sep.–7 juli[19/8])                |                    |               | 4 februari-avsnittet sågs av 1,023 miljoner tittare.                                                       |
| 6. 2010–11  | (23 sep.–7 juli[14/7])                | 20,2 %             | 626 000       | Ett program i september 2010 sågs av 24,1 procent av tittarna.                                             |
| 7. 2011–12  | ([8/9]15 sep.–5 juli[19 juli])        |                    |               | |
| 8. 2012–13  | (8 sep.–20 juni/[xx/7])               | 21,7 % (jan. 2013) | 754 000       | |
| 9. 2013–14  | (12 sep.–3 juli[xx juli])             |                    |               | 10 oktober-avsnittet var #300.                                                                             |
| 10. 2014–15 | (18 sep.–11 juli[13/8])               | 17,3 % (okt. 2014) |               | |
| 11. 2015–16 | (17 sep.–30 juni[25/8])               | 19,9 % (nov. 2015) | 626 000       | |
| 12. 2016–17 | (15 sep.–22 juni)                     |                    |               | 30 mars-avsnittet sågs av 477 000 tittare.                                                                 |
| 13. 2017–18 | (14 sep.–21 juni[2/8]; #447–484)      | 21,8 %             | 621 000       | 26 oktober-avsnittet (dagen före Republiken Kataloniens utropande) sågs av 952 000 tittare (30,4 procent). |
| 14. 2018–19 | (13 sep.–27 juni[25/7]; #485–524(522) | 22,9–23,1 %        | 609 000       | Säsongens publiksiffra var den högsta sedan säsongen 2007/2008.                                            |
| 15. 2019–20 | (12 sep.–18 juni[23/7]; #???–???)     |                    |               | |
| 16. 2020–21 | (17 sep.–                             |                    |               | |

### Inspelning
TV3:s huvudkontor, där många av kanalens program spelas in, ligger i kommunen Sant Joan Despí strax väster om själva Barcelona. Inspelningen av Polònia och Crackòvia görs dock i produktionsbolaget Minoria Absolutas lokaler i kommunen L'Hospitalet de Llobregat (sydväst om Barcelona och "på andra sidan" berget Montjuïc). Byggnaden ligger i ett industri- och kontorsområde, nära Fira de Barcelonas västra utställningsanläggning. Parken framför byggnadens framsida har ett antal gånger figurerat i olika "sketcher i parkmiljö".

### Bibliografi

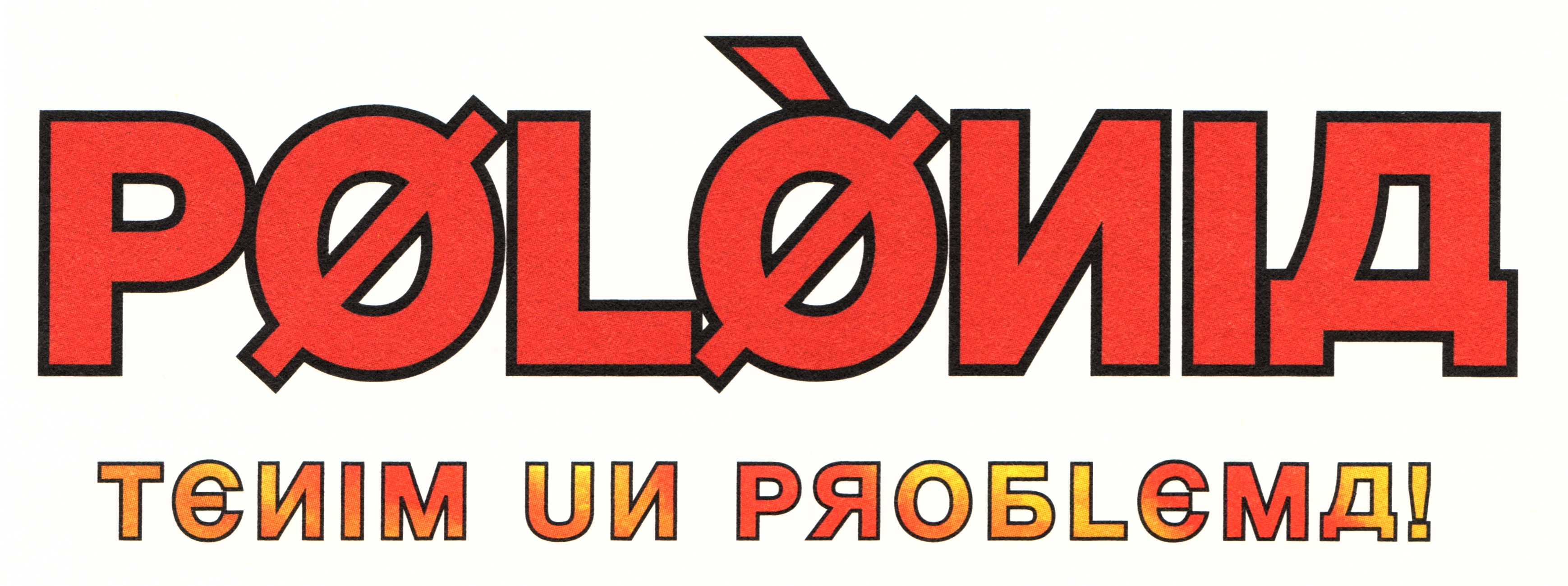
Sedan starten har minst fem böcker med koppling till TV-serien givits ut. Titelns "dansk-ryska" teckeninfluenser har smittat av sig till undertitlarna (liksom i för- och eftertexten på TV).

## Mottagande och kritik

### Mottagande och tittarsiffror
Polònia har nått stor popularitet bland katalanska TV-tittare och återkommande legat bland topp 3 bland de mest sedda TV-programmen i regionen. Det politiserade samhällsklimatet, med en upptrappad konflikt med katalanska självständighetssträvanden och en helt oförstående spansk politisk ledning, har under 2010-talet gjort programmets ämnesval alltmer aktuella.
Ett tecken på både Polònias och Crackòvias publika genomslagskraft är gästspelen i andra stora TV3-evenemang. Vid ett flertal tillfällen har skådespelare från programmet/-n varit programledare eller "bisittare" i TV3:s nyårsprogram – bland annat 2008, 2010, och 2011 (i regel med sina mest kända rolltolkningar).
Polònias betydelse kan också ses via de uttryck som imiterade politiker återkommande använt sig av i programmet och som blivit uppmärksammade utanför programmet. Detta inkluderar Pasqual Maragalls stående replik "Que cabrón!" (ung. 'Det var som fan!'), liksom Artur Mas "Guapo!" ('Snygging!'; som donjuan, under tidiga säsonger) och "Gràcies!" ('Tack!'; på förväntade applåder efter den egenkärt framställda politikerns framträdanden).
| 2006–16 spelades Artur Mas av Bruno Oro. |  | 2006–16 spelades Artur Mas av Bruno Oro. |
| 2006–16 spelades Artur Mas av Bruno Oro. |  |                                          |

### Mas, Oro och Marcé
Programmets popularitet har gjort att regionens politiker inte kunnat undgå att notera programmet och dess politiska satir, oavsett om man följt Polònia eller ej. Artur Mas, regionpresident 2011–16 och på senare år ständigt i det katalanska rampljuset på grund av hans uttalade ställningstagande för en självständig katalansk nation, har under många år varit den kanske mest "bevakade" personen i programmet. Från programstarten 2006 och fram till januari 2016 imiterades han i Polònia av skådespelaren Bruno Oro. Under Mas tid som oppositionsledare i Kataloniens parlament presenterades Mas i programmet ofta som en makthungrig men tanklös politiker i stil med seriefiguren Iznogoud.
Oro har i katalanska TV-sammanhang kanske mest blivit känd för sin tolkning av Mas (som välmenande men ofta tanklös och fåfäng) i Polònia och den av Cristiano Ronaldo (som egenkär diva) i systerprogrammet Crackòvia. I januari 2016 beslöt han sig för att avsluta sin medverkan i de här båda programmen och istället satsa vidare på sin övriga karriär som sångare och teaterskådespelare. Samma vecka avgick Mas som katalansk regionpresident. I samband med Mas och Oros i princip samtidiga reträtt från det katalanska TV-strålkastarljuset uttalade sig Artur Mas i flera sammanhang gillande över Bruno Oros tioåriga tolkning av honom i TV-satirform.
Fortsättningsvis har Artur Mas i programmet porträtterats av David Marcé. Han har tidigare gjort ett antal mindre roller i programmet men har sedan 2015 utökat sin repertoar och bland annat uppmärksammats för sina tolkningar av TV-personligheten Marc Giró, nyhetsuppläsaren Toni Cruanyes och rocksångaren (i Sopa de Cabra) Gerard Quintana.

### Kritik
Liksom TV3 i stort har humorn och satiren i Polònia från vissa håll setts som mer katalansk/självständighetsvänlig än vad nöden krävt. Bland annat har ledaren för Ciudadanos (ett mittenparti som uttalat sig starkt emot självständighetssträvanden), Inés Arrimadas, kritiserat den satir som hon blivit föremål för. Hon har även sett den som del av en allmän, onödigt elak drift med kvinnor i ledande ställning. Detta till trots erkände hon sin uppskattning av Polònia i samband med 2016 års tioårsfirande av programmet; hon och ett tiotal andra katalanska politiker ur alla politiska läger närvarade i april vid både en jubileumssammankomst och i ett relaterat minnesprogram i TV3. I minnesprogrammet medverkade dessutom ett antal politiker (inklusive 6 av de 7 ledande katalanska partiernas ledare/talespersoner samt Podemos ledare Pablo Iglesias) och mediepersonligheter i specialskrivna sketcher tillsammans med sina imitatörer.
Representanter för Partido Popular har kritiserat Polônia för att flitigt ta upp korruptionsskandaler kring PP, medan man knappt alls behandlat en stor korruptionsskandal i Andalusien kring PSOE. Socialistiska PSOE var länge oppositionsparti i Spanien men i regeringsställning i regionen Andalusien; 2018 blev dock situationen den omvända.

### Utmärkelser (urval)
Polònia har under sin existens fått motta flera olika TV-priser:
- 2007 – Premios Ondas
- 2011 – Premios ATV för bästa sminkning
- 2013 – Premis Zapping för bästa underhållningsprogram[99]
- 2016 – Premis Zapping till Bruno Oro och Agnès Busquets för bästa manliga resp. kvinnliga skådespelare[100]